# Faglia di Boconó
La faglia di Boconó è un'importante struttura tettonica sismogenetica del Venezuela, presente tra Santo Domingo e La Grita.
Il confine tra la placca dei Caraibi e quella sudamericana è individuabile in un sistema di faglie (Boconó, El Pilar, Morón, San Sebastian ed altre) sia emerse che mascherate, lungo il margine meridionale del mar dei Caraibi nella parte settentrionale del Venezuela.
Esse raccorciano e traslano il settore occidentale della montagne del Caribe con una tettonica iniziata probabilmente già nel Terziario superiore.